# 道の駅奥会津かねやま
道の駅奥会津かねやま（みちのえき おくあいづかねやま）は、福島県大沼郡金山町にある国道252号の道の駅である。
金山町活性化センターこぶし館を改築し、2013年（平成25年）4月26日にオープンした。

## 施設
- 駐車場
  - 普通48台、大型6台、車いす対応2台
- トイレ
  - 2か所・合計13
- こぶし館
  - 地場産品・農産物直売所
  - 食堂・軽食
  - 多目的ホール
- 休憩施設・情報提供施設（24時間清潔なトイレと休憩施設）

## アクセス
- 国道252号
- 東日本旅客鉄道（JR東日本）只見線 会津中川駅 から徒歩数分

## 周辺
- 会津中川駅
- 只見川
- 上田ダム
- 中川郵便局